# General Educational Development
General Educational Development (GED) は、アメリカ合衆国またはカナダにおいて、5教科の試験に合格し後期中等教育の課程（high schoolなどの課程）を修了した者と同等以上の学力を有することを証明するための試験である。アメリカ合衆国内で実施されている。General Education Diploma、General Equivalency Diploma、Graduate Equivalency Degreeと表されることもある。
制定後、1,800万人以上がこの資格を取得している。高校を卒業したアメリカ人の7人に1人はこの資格も取得し、また20人に1人の大学生がこの資格を取得して大学に入学している。GED取得者の70%が退学する前に少なくとも10年生を修了し、また70%が19歳以上であり、平均年齢は24歳である。
試験科目は、英語のライティングとリーディング、エッセイ、社会、理科、数学である。
英語の他、スペイン語、フランス語、大型活字版、音声版、点字版で受験できる。また、囚人、軍人も受験可能である。アメリカ、カナダ、アメリカの海外領土の他に住んでいる個人もテスト仲介企業などで受けられる場合もある。日本では、プロメトリック社でCBTにより受験することができる。

## 経緯
1942年11月、アメリカ軍協会はアメリカ教育協議会(ACE)に高等学校卒業程度の能力をはかる試験の発展を依頼。この試験は高等学校を卒業する前に入隊した軍人および退役軍人に学力を証明できるように与えられたものである。試験に合格すると高等学校卒業と同等の資格が与えられるため、退役後も民間の仕事に就くことやさらに上の学校に進学することも可能になる。
1988年、ACEは3版目のGEDの試験を実施。最も大きな改訂は例が追加されたことである。この新しい試験は社会的に意味のある主題および問題解決能力を重視している。受験生への調査で、合格後さらに上の学校への進学を希望する受験生の数(65%)が、より良い職へ就くことを希望する受験生の数(30%)を初めて越えた。2002年、4版目の試験を実施。近年の高等学校教育の基準により近いものとなった。

## 試験科目
英語ライティング(文法とエッセイ)、社会、理科、英語リーディング(読解)、数学の5科目で行なわれる。
公平を期すため、公式試験会場はACEにより障害を持つアメリカ人法またはカナダ自由および人権憲章を順守するなど統一された試験規格が与えられる。
1日で5教科行なう場所もあれば2日またはそれ以上に分けて行なわれる場所もあるが、連続した日に行なわれるとは限らない。

### 言語科目: ライティング

#### 第1部
言語科目のライティングは2部門に分けられており、第1部は文法を扱っている。ビジネス、情報、教育文書などの文章を読み、アメリカ英語の基準により訂正、改善する。75分間、50問。

#### 第2部
45分以内に、指定された主題のエッセイを書く。第1部の解答が早く終わった場合、残った時間でエッセイに取り掛かることができる場合もある。要点に焦点を当て、構成をわかりやすく、見解の展開を明確にし、構文、句読点、文法、言葉の選び方、綴りに留意する。最少単語数は明らかにされていないが、主題を展開させていくのに充分な長さが必要である。指定される主題は『10代の若者への暴力的な音楽の影響』や『子供をもたないことの利点、不利益』など特別な知識がなくても述べられる意見や評価などが求められる。

### 社会
アメリカ合衆国の歴史、世界の歴史、公民学、政治学、経済学、地理学を扱い、70分間、50問である。
短い文章を読み、マルチプルチョイスから解答する。設問の文章にはアメリカ独立宣言、合衆国最高裁判所の判決の文書などがしばしば用いられる。文章問題の他にグラフ、チャートの他、風刺画などの図画を用いた設問がある。
公民学や政治学として納税申告用紙、有権者登録用紙、企業または個人の予算など実用的な文書と同様に経済学も含む。地球温暖化、環境法を主題にした設問もある。

### 科学
生物学、地球科学、宇宙科学、物理科学から80分間、50問のマルチプルチョイス。理解力、解釈、図などによる科学概念の応用、学術的または社会的背景による文章問題などで受験者の学力をみる。科学的知識、理解、可能性に焦点を当てている。全国科学教育規格に則し、環境及び健康問題(リサイクル、遺伝、公害など)、日々の生活に直結した科学的なことなどが設問にあげられる。文章問題の他、表、グラフ、チャート、略図などを読み解く問題も出題される。
科学の設問の多くは図、グラフ、チャート、略図を用いたものである。光合成、気象および気候、地質学、磁性、エネルギー、細胞分裂に関する設問が出題される。

### 言語科目: リーディング
65分間、40問。アメリカの高校英語で扱われるものと同等の読解力を試される。1本につき300から400語のフィクション5本とノンフィクション2本で構成される。フィクションからは戯曲、詩、散文が、ノンフィクションからは文学、伝記、新聞、雑誌などの記事、またはマニュアルやフォームなど実用的なものなどが出題される。各文章に分析力、読解力を試す質問が出題されている。
著者の他の作品、文学史、専門的知識を必要とする問題は出題されない。

### 数学
90分間、50問。前半は計算機使用可だが、後半は使用不可。試験場で貸し出される計算機を使用する。
前半、後半含め50問中40問はマルチプルチョイスで残りの10問は代替形式、あるいは数字や平面格子に記入を要求される。試験冊子には公式が添付してある。
数学能力は以下の点を試される。
- 算法および数感覚
- 計測および幾何学
- データ解析、確率論、統計学
- 代数学、関数、パターン

## 受験方法
アメリカおよびカナダには3,200以上の試験会場があり、主にアダルト・エジュケーション・センター、コミュニティ・カレッジ、公立学校などに設けられている。首都圏の受験者はいくつかの試験会場から選ぶことができる。
公式GED試験は特別な事情がない限りネット上ではなく、安全対策が施されている会場に直接行って受ける。試験科目の数によって試験の合間に休憩があることもある。試験会場によって定員が決まっている場合もある。
カンニングを防ぐため約25種類の試験パターンがあり、おそらく順番で出題されているものと思われる。全てのパターンの難易度は同じである。

### 受験料
受験料は州によって異なる。試験情報、受験料、方針などは州の試験会場または教育委員会にて知ることができる。
受験料が無料の州もある。アーカンソー州とニューヨークでは模擬試験で合格すればGEDの受験料は無料になる。コネチカット州では退役軍人と21歳以下の受験生は無料になる地域もあり、無料でGED対策クラスを受講でき、クラスを受けなくても公式試験対策教科書を無料で受け取ることができる。
他の州では受験料が必要。2008年の受験料はノースカロライナ州のコミュニティ・カレッジの7.5ドルからカリフォルニア州の150ドル以上まで幅広い。試験に落ちた場合は科目ごとに再試験を受けることができ、試験ごとの受験料がかかる。再試験は安くなる。再試験はその年あるいは翌年の最終日までの期限がある。三回落ちると一定期間受けられなくなる。

### 障害のある受験者
障害者の受験者はそれに適応した施設で受験できる。試験会場より文書を受け取らなくてはならない。
- 身体障害(盲目、ロービジョン、ろう者、運動障害など): 身体障害者用の文書が必要
- 学習障害(ディスレクシア、計算力障害、受容失語症、失読症など): 学習障害者用の文書が必要
- 行動障害、メンタルヘルス障害(双極性障害、トゥレット障害、統合失調症など): 行動障害/メンタルヘルス障害者用の文書が必要
- 注意欠陥・多動性障害(注意欠陥型、多動性衝動型、または双方): 注意欠陥/多動性障害者用の文書が必要

GED受験希望の障害者は文書を作成し試験会場に返送しなくてはならない。そして1件1件検討され、文書が通ると試験会場がそれぞれに適した会場を用意する。特別料金は必要ない。また以下のものが用意可能である。
- 音声版テスト
- 点字または大型活字版テスト
- 視覚障害者用テスト
- ビデオ
- 音声計算機またはそろばん
- 手話通訳者
- 代筆者
- 試験時間の拡大

### 国際試験
プロメトリック社の国際GED試験プログラムで合格するとメイン州教育委員会よりアメリカ教育協議会のGED試験部門を通し、メイン高等学校卒業程度の資格を受けることも可能である。プロメトリック社のコンピューター試験は世界中で年中平日に受験可能である。